# Battaglia di Damasco
La battaglia di Damasco, denominata anche operazione Vulcano di Damasco  è stata una battaglia occorsa durante la guerra civile siriana ed iniziata il 15 luglio 2012.
In seguito all'iniziale conquista da parte dei ribelli di molti distretti della città, inclusi quelli centrali, e all'uccisione di 4 alti rappresentanti del governo siriano, i miliziani hanno dovuto ritirarsi a causa del vincente contrattacco governativo. Per la prima volta vengono impiegati carri armati ed elicotteri nelle aree centrali della capitale siriana.
Lo svolgimento e soprattutto gli eventi accaduti il 18 luglio rendono questa battaglia una delle più importanti della guerra civile siriana. Infatti i ribelli siriani hanno raggiunto la massima vicinanza alla vittoria finale, non riuscendo però a infliggere il colpo decisivo per determinare il crollo del governo. La successiva vincente controffensiva ha determinato l'allontanamento definitivo dei ribelli dal centro di Damasco, ha reso evidente il mancato appoggio popolare alla rivolta armata e determinato la prima vera sconfitta dell'Esercito siriano libero.

## La battaglia

### L'offensiva
Per l'offensiva vengono spostati verso la capitale miliziani da Homs e Idlib.
I ribelli si riversano in città dando luogo ad una serie di scontri a fuoco con l'esercito regolare e applicando la tattica della guerriglia cittadina. Viene attaccato l'aeroporto e le zone centrali della città, vicino alla Banca Centrale. Intensi combattimenti si susseguono nei quartieri di Midan, Kfar Sousa, Barzeh e Qabun. In soli due giorni l'esercito regolare conta 70 morti e arretra in molte aree della città. Dopo la sorpresa iniziale, il governo corre ai ripari, impiegando carri armati, aerei ed elicotteri. Vengono chiamati rinforzi dalle alture del Golan per proteggere la capitale. L'avanzata dei ribelli è così rapida che in una nota l'intelligence israeliana afferma: "Il regime è disperato. Il suo controllo su Damasco si fa sempre più debole".

### L'attentato del 18 luglio
Il 18 luglio è il giorno più difficile per il governo siriano. I ribelli fanno detonare una bomba posizionata nel quartier generale della Sicurezza Nazionale colpendo i più alti vertici della Difesa e dell'Intelligence siriana. Vengono uccisi il Ministro della Difesa, Generale Dawoud Rajiha, il Viceministro della Difesa e cognato di Bashar al-Assad, Generale Assef Shawkat, l'Assistente del Vicepresidente, Generale Hasan Turkmani e il direttore dell'Ufficio della Sicurezza Nazionale, Generale Hisham Ikhtiyar. Vengono feriti gravemente altre figure di spicco del governo, come il fratello di Bashar al-Assad, Maher al-Assad, a capo della Guardia Repubblicana e il Ministro degli Interni Mohammad al-Shaar.
La notizia della decapitazione dei vertici militari siriani demoralizza le truppe sul campo. La notte stessa la 3ª Armata Siriana si ritira da molti distretti della città, abbandonando l'equipaggiamento. Il comandante Mohammad al-Bardan diserta insieme ai suoi uomini, unendosi all'Esercito Siriano Libero. Nel terzo e quarto giorno di battaglia vengono uccisi 60 soldati.
Il 19 luglio gli scontri continuano e i ribelli avanzano verso l'aeroporto. La presenza di Bashar al-Assad a Lattakia, roccaforte alawita, il trasferimento della madre e della sorella a Tartus e le voci, poi rivelatesi false, di una fuga della moglie Asma al-Assad in Russia, fanno pensare ad un prossimo crollo del regime.

### La controffensiva
Il 20 luglio invece, Assad ritorna a Damasco e l'esercito siriano scatena una controffensiva su larga scala. In breve tempo l'esercito riesce a riconquistare il distretto di Midan e tutto il centro storico. I ribelli sono costretti a ritirarsi anche dal campo profughi palestinese di Yarmouk, respinti dall'esercito e le milizie palestinesi filogovernative.
Il giorno dopo i ribelli sono costretti a ritirarsi anche da Tadamon, Qaboun e Barzeh.
Tra le file dei ribelli viene riportata la presenza del gruppo armato di ispirazione islamista Liwa al-Islam, che nella ritirata si rende protagonista di attacchi ai civili di religione cristiana e sciita.
Nei giorni seguenti continuano gli scontri, ma lentamente l'esercito siriano riesce a respingere gli assalti dei ribelli facendo largo uso dell'aviazione.
Il 23 luglio gran parte della città è in mano all'esercito regolare. Tra le file dell'Esercito siriano libero, emergono i primi disaccordi sull'opportunità dell'attacco. Il colonnello Riad Al Asaad accusa Qassim Saadedine, a capo dell'operazione.
Il 4 agosto, con l'entrata delle truppe nel distretto di Tadamon, ultima roccaforte ribelle, la battaglia si conclude con la prima vera sconfitta dell'Esercito Siriano Libero.

## Conseguenze
Il fallimento dell'Operazione Vulcano di Damasco, che è arrivata ad un passo da far collassare il regime siriano, è dovuta principalmente all'impossibilità dei ribelli di consolidare il terreno conquistato dopo il primo attacco a sorpresa. La popolazione civile infatti non garantisce sostegno ai ribelli, composti prevalentemente da miliziani provenienti dalle regioni a nord del paese. Si crea per la prima volta una reale spaccatura anche tra i settori della società che solidarizzavano con le prime manifestazioni pacifiche e i ribelli armati.
I ribelli tuttavia mantengono il controllo di parte dei sobborghi della capitale e di alcuni villaggi, da cui lanciano sporadici attacchi verso la città.